# Gouvernement Moloua
VIe République
Gouvernement Dondra 
Le gouvernement Moloua est le gouvernement de la République centrafricaine depuis le 7 février 2022. Il s’agit du deuxième gouvernement nommé par le président de la République Faustin-Archange Touadéra depuis sa réélection en décembre 2020.
Tous les ministres du gouvernement Dondra sont reconduits, entraînant de nombreuses critiques dans la sphère politique

## Composition
Le gouvernement Dondra est composé du Premier ministre, de 31 ministres et d'un ministre délégué.

### Premier ministre
- Premier ministre : Félix Moloua

### Ministres d'État
1. Ministre d'État chargé de l'Économie, du Plan et de la Coopération : Félix Moloua
2. Ministre d'État chargé de la justice, de la Promotion des droits humains et de la Bonne Gouvernance, Garde des Sceaux : Arnaud Djoubane-Abazène
3. Ministre d'État chargé du désarmement, de la Démobilisation, de la Réintégration, du Rapatriement et du Suivi de l'Accord politique pour la paix et la réconciliation : Jean Willybiro-Sako

### Ministres
1. Ministre chargé des Transports et de l'Aviation civile : Gontran Ndjono-Ahaba
2. Ministre de la Défense nationale et de la Reconstruction de l'armée : Claude Rameaux Bireau
3. Ministre des Affaires étrangères, de la Francophonie et des Centrafricains de l'étranger : Sylvie Baïpo-Temon
4. Ministre de l'Intérieur et de la Sécurité publique : Michel Nicaise Nassin
5. Ministre chargé des Finances et du Budget: Hervé Ndoba
6. Ministre chargé de l'Économie numérique, des Postes et Télécommunications : Justin Gourna-Zacko
7. Ministre chargé de l'Éducation nationale : Moukadas Nouré
8. Ministre chargé de l'Action humanitaire et de la Solidarité : Virginie Mbaïkoua
9. Ministre chargé de l'Environnement et du Développement durable : Thierry Kamach
10. Ministre chargé de la Santé et de la Population : Pierre Somsé
11. Ministre chargé  de la Communication et des Médias, porte-parole du Gouvernement: Serge Ghislain Djorie
12. Ministre chargé de la Promotion de la Jeunesse, des Sports et de l'Éducation civique : Aristide Briand Reboas
13. Ministre chargé de la Fonction publique et de la Réforme administrative: Marcel Djimassé
14. Ministre chargé du Secrétariat général du Gouvernement et des Relations avec les institutions de la République : Maxime Balalou
15. Ministre chargé de l'Équipement et des Travaux publics: Guismala-Amza
16. Ministre chargé du Commerce et de l'Industrie : Léa Mboua (née Koyassom-Doumta)
17. Ministre chargé du Développement de l'Énergie durable et des Ressources hydrauliques : Arthur Bertrand Piri
18. Ministre chargé des Eaux, des Forêts, de Chasse et de la Pêche : Idriss Amit
19. Ministre chargé de l'Élevage et de la Santé animale : Hassan Bouba
20. Ministre chargé de l'Administration du territoire, de la Décentralisation et du Développement local : Bruno Yapandé
21. Ministre chargé de l'Enseignement supérieur, de la Recherche scientifique et de l'Innovation technologique : Jean Laurent Magalé
22. Ministre chargé de la Promotion du genre, de la Protection de la femme, de la Famille et de l'Enfant: Marguerite Ramadan
23. Ministre chargé des Mines et de la Géologie : Rufin Benam-Beltoungou
24. Ministre chargé de l'Agriculture et du Développement rural : Erie Rekosse-Kamot
25. Ministre chargé des Petites et Moyennes entreprises et de la Promotion du secteur privé : Mohamed Lawan
26. Ministre chargé des Arts, de la Culture et du Tourisme: Jennifer Saraiva Yanzere
27. Ministre chargé de l'Urbanisme, de la Réforme foncière, de la Ville et de l'Habitat : Nicele Nkoué
28. Ministre chargé du Travail, de l'Emploi, de la Protection sociale et de la Formation professionnelle: Michelle Mwanga

### Ministre délégué
1. Ministre délégué auprès du ministre d'État chargé du Désarmement, de la Démobilisation, de la Réintégration, du Rapatriement, chargé du Suivi de l'Accord politique pour la paix et la réconciliation nationale : Gilbert Tomou Deya